# Green River (Wyoming)
Green River város az USA Wyoming államában, Sweetwater megyében, melynek megyeszékhelye is. Lakosainak száma 11 825 fő (2020. április 1.).
Létrejöttét az első transzkontinentális vasútvonalnak köszönheti.

## Története
A dakotai Green River városát a Union Pacific vasút 1867-ben alapította. Bár a Wyomingi Terület 1868. július 25-én jött létre, Green River városát 1868. augusztus 21-én alapították a korábbi Dakota Terület törvényei alapján, mivel a Wyomingi Terület törvényeit még nem írták meg. Green River városát 1891. június 10-én Wyoming állam törvényei alapján újra bejegyezték, hogy minden kétértelműséget kiküszöböljenek.
A Union Pacific vasútvonala 1868. október 1-jén érte el Green River-t, és a vasútvonal egyik elosztóhelyének kellett volna lennie. A vasúttársaság tisztviselői meglepődve tapasztalták, hogy egy 2000 lakosú, állandó vályogépületekkel rendelkező várost hoztak létre ott, ami valószínűleg költséges tárgyalásokat igényelt a vasúti földterületért. Az elosztóhelyet 12 mérfölddel (19 km) nyugatra helyezték át, létrehozva Bryan városát a Green River Blacks Fork folyóján. Amikor Green River már a szellemvárossá válás határán volt, a Blacks Fork kiszáradt egy szárazság idején, és a vasút kénytelen volt visszahelyezni az elosztóhelyet Green Riverbe, hogy gőzmozdonyai számára megfelelő vizet biztosítson. Így végül Bryan lett a szellemváros.